# Osiel Cárdenas Guillén
Osiel Cárdenas Guillén (Matamoros, 18 mei 1967) is een Mexicaans drugsbaron. Hij is de voormalige leider van het Golfkartel en Los Zetas.
Cárdenas begon zijn carrière als drugshandelaar in 1985. Drie jaar later werd hij gearresteerd op verdenking van moord en fraude, maar een dag later weer vrijgelaten. Hij werd medewerker van Chava Gómez, destijds de leider van het Golfkartel, en nam de macht over door Gómez te vermoorden. In 1999 kwam hij onder de aandacht in de Verenigde Staten toen twee Amerikaanse agenten van de CIA en de DEA ingesloten werden door mannen van Cárdenas, en slechts weg wisten te komen door hen eraan te herinneren dat de Verenigde Staten Cárdenas de rest van zijn leven op zijn hielen zouden zitten wanneer zij vermoord zouden worden. Cárdenas is vermoedelijk verantwoordelijk voor de oprichting van de Zetas, deserteurs uit elite-eenheden van het Mexicaanse Leger die met militaire precisie aanvallen uitvoeren.
Cárdenas werd op 14 maart 2003 gearresteerd in Matamoros na een heuse veldslag met het leger, en werd tot een gevangenisstraf veroordeeld wegens onder andere leiding geven aan een criminele organisatie. In januari 2007 werd hij uitgeleverd aan de Verenigde Staten.